# Spliethoff-F-Typ
Der Spliethoff-F-Typ ist eine Klasse von Mehrzweckschiffen der niederländischen Reederei Spliethoff.

## Geschichte
Von dem Schiffstyp wurden sechs Einheiten für die niederländische Reederei Spliethoff auf der Werft Jiangsu Yangzi Changbo Shipyard in Rongcheng, China, gebaut. Die Schiffe wurden zwischen 2010 und 2012 abgeliefert. Sie gehören Einschiffsgesellschaften und werden von der Reederei Spliethoff weltweit eingesetzt.

## Beschreibung
Die Schiffe werden von einem Viertakt-Sechszylinder-Dieselmotor des Herstellers Wärtsilä (Typ: 6R46) mit 5430 kW Leistung angetrieben. Der Motor wirkt über ein Getriebe auf einen Propeller. Die Schiffe sind mit einem Bugstrahlruder ausgerüstet.
Die Schiffe verfügen über zwei boxenförmige Laderäume mit einer Kapazität von insgesamt 15.772 m³. Laderaum 1 verfügt über eine Luke, Laderaum 2 über zwei Luken. Die Luken sind mit Faltlukendeckel verschlossen, bei Luke 2 befindet sich zwischen den Faltlukendeckel ein Pontonlukendeckel. Laderaum 1 ist 28,7 Meter lang, 15,8 Meter breit und 11,75 Meter hoch. Der Laderaum hat nach hinten 2,1 Meter Unterstau. Im vorderen Bereich ist er durch seitliche Tanks etwas schmaler. Bei den beiden zuletzt gebauten Einheiten ist der Laderaum mit 26,6 Metern Länge etwas kürzer. Laderaum 2 ist 61,84 Meter lang, 15,8 Meter breit und 11,75 Meter hoch. Er verfügt über zwei Luken. Die vordere ist 31,74 Meter, die hintere 26,60 Meter lang. Laderaum 2 ist im hinteren Bereich durch seitliche Tanks etwas schmaler. Die Schiffe sind mit 17 Zwischendeckpontons ausgerüstet, mit denen die Laderäume in drei Höhen unterteilt werden können. In vorderen Bereich von Laderaum 1 und im hinteren Bereich von Laderaum 3 reichen seitliche Tanks in den Raum. Hier können die Zwischendecks nur auf den oberen beiden Höhen eingehängt werden. Die Zwischendeckpontons können auch als Schotten genutzt und die Laderäume damit in elf Abteilungen aufgeteilt werden. Auf der Back befindet sich ein Wellenbrecher zum Schutz vor überkommendem Wasser.
Die Tankdecke kann mit 20 t/m², das Zwischendeck mit 4,5 t und die Lukendeckel mit 2 t/m² belastet werden. Auf der Tankdecke der beiden Laderäume stehen insgesamt 1270 m², auf dem Zwischendeck 1419 m² und an Deck 1589 m² Fläche zur Verfügung.
Die Schiffe sind mit drei NMF-Kranen auf der Steuerbordseite ausgerüstet. Die Kapazität der Krane beträgt jeweils 80 t.
Die Containerkapazität der Schiffe beträgt 658 TEU.
Das Deckshaus befindet sich im hinteren Bereich der Schiffe. Hinter dem Deckshaus befindet sich auf der Steuerbordseite ein Freifallrettungsboot. Der Rumpf der Schiffe ist eisverstärkt (Eisklasse 1A).

## Schiffe
| F-Typ                                                             | F-Typ       | F-Typ       | F-Typ                                               |
| Bauname                                                           | Bau- nummer | IMO- Nummer | Kiellegung Stapellauf Ablieferung                   |
| ----------------------------------------------------------------- | ----------- | ----------- | --------------------------------------------------- |
| Florijngracht                                                     | 06-040      | 9428413     | 3. September 2008 30. April 2009 30. September 2010 |
| Fagelgracht                                                       | 06-041      | 9428425     | 10. November 2008 6. Juli 2009 5. Januar 2011       |
| Flevogracht                                                       | 06-046      | 9509956     | 8. Dezember 2008 10. Oktober 2009 24. März 2011     |
| Floragracht                                                       | 06-047      | 9509968     | 8. Dezember 2008 13. April 2010 5. August 2011      |
| Fortunagracht                                                     | 06-048      | 9507609     | 8. Dezember 2008 8. November 2010 22. März 2012     |
| Floretgracht                                                      | 06-049      | 9507611     | 8. Dezember 2008 6. April 2011 14. August 2012      |
| Daten: Lloyd’s Register / Stichting Maritiem-Historische Databank |             |             |                                                     |

Die Schiffe fahren unter der Flagge der Niederlande. Heimathafen ist Amsterdam.